# Arthur Jones-Williams
Arthur Gordon Jones-Williams (1898. október 6. – 1929. december 17.) walesi származású angol katona, ászpilóta.

## Élete

### Ifjúkora
Jones-Williams 1898. október 6-án született, feltehetően az Egyesült Királyságban, Walesben. 

### Katonai pályafutása
Nem tudni pontosan mikor kezdte meg katonai szolgálatát, csupán annyi biztos, hogy 1917 előtt már szolgált, ugyanis január 25-én a híres Walesi ezredtől (Welsh Regiment) a Király Repülő Alakulatokhoz (Royal Flying Corps) helyezték át. Itt a 29. brit repülőszázad pilótája lett, és alig három hónapra rá, április 14-én megszerezte első légi győzelmét egy Albatros D.III-as német vadászrepülőgép lelövésével. 1917. április 23-án sikeresen duplázott, amikor két Albatrost kényszerített földre. Június 25-én megszerezte negyedik, 29-én pedig ötödik légi győzelmet, amellyel bekerült az ászpilóták közé. Nyolcadik légi győzelmének megszerzését követően áthelyezték a 65. brit repülőszázadba, ahol a híres Sopwith Camellel repült. A században három légi győzelmet aratott, valamennyit Fokker D.VII típusú német gép lelövésével.
Szolgálata során Jones-Williams megkapta a Brit Katonai Keresztet (Military Cross) és a francia hadikeresztet (croix de guerre). Bátor tetteire példa, hogy 1917-ben egymaga támadott meg 12 ellenséges repülőgépet, melyek közül egyet sikeresen földre kényszerített, egy másikat pedig szétlőtt. Jones-Williams harci stílusa szerint mindig az utolsó golyóig harcolt, s rendszerint csupán a lőszerkészlet kifogyása után vonult vissza.

### Légi győzelmei
| Sorszám | Dátum                | Egység                | Repülőgépe    | Ellenfele      |
| ------- | -------------------- | --------------------- | ------------- | -------------- |
| 1       | 1917. április 14.    | 29. brit repülőszázad | Nieuport      | Albatros D.III |
| 2       | 1917. április 23.    | 29. brit repülőszázad | Nieuport      | Albatros D.III |
| 3       | 1917. április 23.    | 29. brit repülőszázad | Nieuport      | Albatros D.III |
| 4       | 1917. június 25.     | 29. brit repülőszázad | Nieuport      | Albatros D.III |
| 5       | 1917. június 29.     | 29. brit repülőszázad | Nieuport      | Albatros D.III |
| 6       | 1917. július 12.     | 29. brit repülőszázad | Nieuport      | Albatros D.V   |
| 7       | 1917. szeptember 20. | 29. brit repülőszázad | Nieuport      | Albatros D.III |
| 8       | 1917. szeptember 23. | 29. brit repülőszázad | Nieuport      | Albatros D.III |
| 9       | 1918. szeptember 5.  | 65. brit repülőszázad | Sopwith Camel | Fokker D.VII   |
| 10      | 1918. október 1.     | 65. brit repülőszázad | Sopwith Camel | Fokker D.VII   |
| 11      | 1918. október 4.     | 65. brit repülőszázad | Sopwith Camel | Fokker D.VII   |

### További élete
A háborút követően mint sportrepülő tevékenykedett. 1929. április 24-e és 27-e között társával (Norman Jenkins) együtt 5140 angol mérföldet repültek 50 óra és 48 perc alatt, ezzel új rekordot felállítva. Jones-Williams még ebben az évben újabb távolsági repülésre indult. Londonból akart eljutni egészen Dél-Afrikáig, ám december 17-én Tunézia felett a gépe meghibásodott és lezuhant. A híres pilóta ennek következtében szinte azonnal életét vesztette.